# LHS 292
LHS 292 är en ensam stjärna i den södra delen av stjärnbilden Sextanten. Den har en skenbar magnitud av ca 15,73 och kräver ett kraftfullt teleskop  för att kunna observeras. Baserat på parallax enligt Gaia Data Release 3 på ca 219,33 mas, beräknas den befinna sig på ett avstånd på ca 14,9 ljusår (4,56 parsek) från solen. Den rör sig bort från solen med en heliocentrisk radialhastighet på ca 2 km/s. Stjärnan har rymdhastighetskomponenterna [U, V, W] = [28, -16, -14] km/s.

## Egenskaper
LHS 292 är en röd dvärgstjärna i huvudserien av spektralklass M6.5 V, som är en flarestjärna, vilken kan ge plötsliga ökningar i ljusstyrka under kort tid. Den har en massa som är ca 0,08 solmassor, en radie på ca 0,11 solradier och utsänder från dess fotosfär energi motsvarande ca 0,00069 gånger solen vid en effektiv temperatur av ca 2 650 - 2 900 K.